# Nicolasites graniformis
Nicolasites graniformis är en skalbaggsart som först beskrevs av Schmidt 1893.  Nicolasites graniformis ingår i släktet Nicolasites och familjen stumpbaggar. Inga underarter finns listade i Catalogue of Life.